# Karaton (ort i Kazakstan)
Karaton (ryska: Каратон) är en ort i Kazakstan.   Den ligger i oblystet Atyrau, i den västra delen av landet, 1 400 km väster om huvudstaden Astana. Antalet invånare är 8 905.
Terrängen runt Karaton är mycket platt. Runt Karaton är det mycket glesbefolkat, med 2 invånare per kvadratkilometer. Trakten runt Karaton består i huvudsak av gräsmarker.